# 곽영달
곽영달(郭泳達, 1934년 12월 29일 ~ 2025년 3월 21일)는 대한민국의 군인, 정치인이다. 제14대 국회의원을 지냈다. 금산군 출신이며, 본관은 현풍이다.

## 학력
- 대전고등학교 졸업
- 대한민국 공군사관학교 7기 문학사 졸업
- 대한민국 육군보병학교 졸업
- 대한민국 국방대학교 행정학사 졸업
- 미국 국방대학원 행정학 석사 졸업
- 고려대학교 자연자원대학원 공학석사 졸업

### 비학위 수료
- 서울대학교 행정대학원 국가발전정책과정 수료
- 연세대학교 행정대학원 고위정책과정 수료

## 경력
- 공군 16전투 비행단장
- 공군 30방공 관제단장
- 공군 기획관리 참모부장
- 한미연합군사령부 정보부장
- 공군 교육사령관
- 공군사관학교 교장
- 제14대 국회의원 (민자당)

## 역대 선거 결과
| 실시년도 | 선거  | 대수 | 직책     | 선거구 | 정당       | 득표수      | 득표율         | 순위        | 당락 | 비고 |
| -------- | ----- | ---- | -------- | ------ | ---------- | ----------- | -------------- | ----------- | ---- | ---- |
| 1992년   | 총선  | 14대 | 국회의원 | 전국구 | 민주자유당 | 7,923,718표 | \| \| 38.5% \| | 전국구 24번 |      | 초선 |
|          | 38.5% |      |          |        |            |             |                |             |      |      |